# Vint-i-unena esmena de la Constitució dels Estats Units

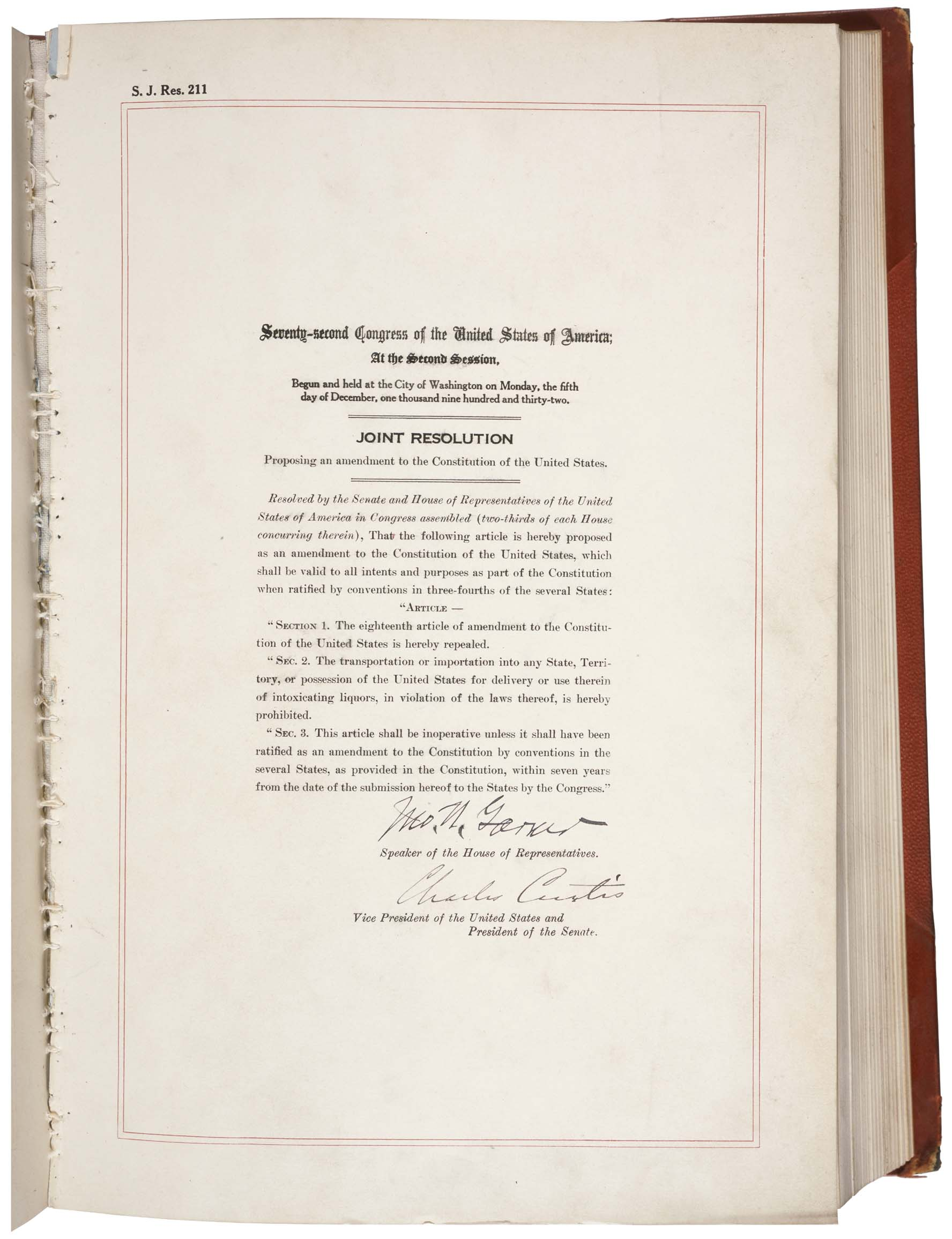
Esmena XXI

La Vint-i-unena esmena (en anglès Twenty-first Amendment) de la Constitució dels Estats Units anul·là la Divuitena esmena, que establia la Llei seca als Estats Units. Va ser ratificada el desembre del 1933. És encara l'única instància en què una esmena ha estat derogada.

## Text
El text de la Vint-i-unena esmena a la Constitució dels Estats Units diu així:
| « | (català) Secció 1. Queda derogat per aquest article el divuitè dels articles d'esmena a la Constitució dels Estats Units. Secció 2. Es prohibeix per aquest article que es transportin o importin licors embriagadors a qualsevol estat, territori o possessió dels Estats Units, per ser lliurats o utilitzats en el seu interior amb violació de les seves respectives lleis. Secció 3. Aquest article quedarà sense efecte a menys que sigui ratificat com a esmena a la Constitució per convencions que es realitzaran en els diversos estats, en la forma prevista per la Constitució, dins dels set anys següents a la data en què el Congrés ho sotmeti als estats. | (anglès) Section 1. The eighteenth article of amendment to the Constitution of the United States is hereby repealed. Section 2. The transportation or importation into any State, Territory, or possession of the United States for delivery or use therein of intoxicating liquors, in violation of the laws thereof, is hereby prohibited. Section 3. This article shall be inoperative unless it shall have been ratified as an amendment to the Constitution by conventions in the several States, as provided in the Constitution, within seven years from the date of the submission hereof to the States by the Congress. | » |